# Матчи женской сборной России по волейболу 2013
В 2013 году женская сборная России по волейболу приняла участие в трёх официальных турнирах, проводимых под эгидой ФИВБ и ЕКВ.

## Турниры и матчи

### Гран-при
| 2 августа. Кампинас (Бразилия). Россия — США 1:3 (20:25, 25:17, 21:25, 12:25). Предварительный этап. 1-й тур. Группа «А» |
| --- |

Россия: Бородакова (4 очка), Пасынкова (8), Обмочаева (19), Панкова, Кошелева (2), Шляховая (6), Малова — либеро. Выход на замену: Исаева, Матиенко (1), Чаплина (9), Малых (1), Заряжко (5).

США: Э.Глэсс, Джиббмейер, Хильдебранд, Фосетт, Хилл, Паолини, Мияширо — либеро. Выход на замену: Лихтман, Мёрфи, Хоггланд.
| 3 августа. Кампинас (Бразилия). Россия — Бразилия 2:3 (28:26, 24:26, 19:25, 25:22, 8:15). Предварительный этап. 1-й тур. Группа «А» |
| --- |

Россия: Заряжко (11), Матиенко (1), Обмочаева (25), Чаплина (13), Кошелева (21), Шляховая (9), Малова — либеро. Выход на замену: Бородакова, Пасынкова (1), Малых, Панкова (2).

Бразилия: Жусели, Дани Линс, Аденизия, Габи, Моник, Фе Гарай, Камила Брайт — либеро. Выход на замену: Мишель, Шейла, Фабиола.
| 4 августа. Кампинас (Бразилия). Россия — Польша 3:2 (25:21, 22:25, 29:27, 28:30, 15:13). Предварительный этап. 1-й тур. Группа «А» |
| --- |

Россия: Заряжко (16), Матиенко (5), Обмочаева (20), Чаплина (13), Кошелева (9), Шляховая (14), Малова — либеро. Выход на замену: Панкова (1), Малых (5), Пасынкова (8).

Польша: Розицка, Качор, Ефименко, Радецка, Каколевска, Сковроньска-Долата, Май — либеро. Выход на замену: Конечна, Сечка, Волош, Токарска.
| 9 августа. Екатеринбург (Россия). Россия — Италия 3:1 (25:13, 18:25, 25:18, 26:24). Предварительный этап. 2-й тур. Группа «J» |
| --- |

Россия: Заряжко (8), Матиенко (1), Обмочаева (22), Чаплина (10), Кошелева (21), Шляховая (9), Малова — либеро, Крючкова — либеро. Выход на замену: Исаева (5), Панкова, Пасынкова (1).

Италия: Сорокайте, Гуиджи, Синьориле, К.Бозетти, Арригетти, Костагранде, М.Ди Дженнаро — либеро. Выход на замену: Барчеллини, Камера, Кирикелла, Фьорин.
| 10 августа. Екатеринбург (Россия). Россия — Таиланд 3:0 (25:20, 25:23, 25:22). Предварительный этап. 2-й тур. Группа «J» |
| --- |

Россия: Заряжко (16), Матиенко (5), Обмочаева (20), Чаплина (13), Кошелева (9), Шляховая (14), Малова — либеро, Крючкова — либеро. Выход на замену: Исаева (5), Панкова, Пасынкова (1).

Таиланд: Нуэкчанг, Тинкао, Ситтирак, Апиньяпонг, Томком, Кантхонг, Панной — либеро. Выход на замену: Чайсри, Коэтпрат, Конгйот.
| 11 августа. Екатеринбург (Россия). Россия — Куба 3:1 (25:17, 25:14, 16:25, 25:17). Предварительный этап. 2-й тур. Группа «J» |
| --- |

Россия: Заряжко (2), Пасынкова (9), Обмочаева (20), Панкова, Чаплина (8), Шляховая (5), Малова — либеро, Крючкова — либеро. Выход на замену: Бородакова (5), Исаева (1), Матиенко (3), Дианская.

Куба: Варгас, Паласио, Лескай, Крус Перес, Хьель, Альварес, Боррель — либеро. Выход на замену: Вильчес, Матьенсо, Рохас.
| 16 августа. Бангкок (Таиланд). Россия — Германия 3:2 (22:25, 17:25, 25:18, 25:19, 15:11). Предварительный этап. 3-й тур. Группа «L» |
| --- |

Россия: Заряжко (15), Обмочаева (21), Панкова, Чаплина (12), Кошелева (13), Шляховая (14), Малова — либеро, Крючкова — либеро. Выход на замену: Пасынкова (2), Матиенко (2), Малых (5), Бородакова.

Германия: Вайсс, Бринкер, Сушке-Фойгт, Фюрст, Байер, Козух, Дюрр — либеро. Выход на замену: Ханке, Гиппе, Брандт, Гертис, Искьердо.
| 17 августа. Бангкок (Таиланд). Россия — Пуэрто-Рико 3:0 (25:8, 25:16, 25:19). Предварительный этап. 3-й тур. Группа «L» |
| --- |

Россия: Заряжко (9), Матиенко (2), Обмочаева (10), Чаплина (5), Кошелева (13), Шляховая (7), Крючкова — либеро, Малова — либеро. Выход на замену: Пасынкова (5), Панкова, Малых (2), Бородакова (2).

Пуэрто-Рико: Роса, Руис, К.Осасио, Валентин, Ш.Осасио, Моралес, Венегас — либеро. Выход на замену: Ногерас, Хименес, Кесада, Рейес.
| 18 августа. Бангкок (Таиланд). Россия — Таиланд 3:2 (24:26, 25:18, 25:22, 20:25, 15:11). Предварительный этап. 3-й тур. Группа «L» |
| --- |

Россия: Заряжко (2), Матиенко, Обмочаева (31), Чаплина (8), Кошелева (15), Шляховая (9), Крючкова — либеро. Выход на замену: Бородакова (7), Пасынкова (3), Панкова (1), Малых (4).

Таиланд: Нуэкчанг, Тинкао, Ситтирак, Апиньяпонг, Томком, Кантхонг, Буакэо — либеро, Панной — либеро. Выход на замену: Чайсри, Коэтпрат, Кеавбундит, Конгйот.
После годичного перерыва сборная России вновь была среди участников Гран-при. В новый сезон российская национальная команда вошла значительно обновлённой. По сравнению с последним официальным турниром, которым для сборной стал Олимпийский волейбольный турнир 2012 года, в заявке команды на Гран-при осталось только 5 волейболисток — Обмочаева, Кошелева, Крючкова, Бородакова и Матиенко. Взяли паузу в выступлениях за сборную Гамова и Соколова, временно прервала игровую карьеру Перепёлкина, завершили выступления Эстес и Махно, из-за травмы выбыла Старцева. Новый главный тренер Юрий Маричев привлёк в национальную команду сразу 9 новичков, для 8 из которых Гран-при-2013 стал дебютом в сборной на официальных соревнованиях.
Турнир для российской команды начался с двух поражений. И хотя в последующих 7 матчах сборная России одержала 7 побед, этого для выхода в финальную стадию Гран-при не хватило.

### Чемпионат Европы
| 6 сентября. Дрезден (Германия). Россия — Беларусь 3:1 (25:21, 22:25, 25:14, 25:14). Предварительный этап. Группа «С» |
| --- |

Россия: Матиенко (1), Обмочаева (20), Чаплина (6), Кошелева (17), Ю.Морозова (10), Шляховая (12), Крючкова — либеро, Малова — либеро. Выход на замену: Пасынкова (8), Панкова, Малых (2), Дианская (2).

Беларусь: Тумас, Пальчевская, Горелик, Шевченко, Молосай, Барышевич, Павлюковская — либеро. Выход на замену: Калиновская, Цупранова, Михайленко, Емельянчик, Маркевич.
| 7 сентября. Дрезден (Германия). Россия — Хорватия 3:1 (25:21, 26:24, 23:25, 25:22). Предварительный этап. Группа «С» |
| --- |

Россия: Обмочаева (24), Панкова (4), Чаплина (6), Кошелева (19), Ю.Морозова (11), Шляховая (10), Крючкова — либеро, Малова — либеро. Выход на замену: Пасынкова (7), Малых, Дианская (2).

Хорватия: Грбац, Топич, Ерков, Милош, Попович, Поляк, Малевич — либеро. Выход на замену: Брчич.
| 8 сентября. Дрезден (Германия). Россия — Азербайджан 3:0 (25:16, 25:20, 28:26). Предварительный этап. Группа «С» |
| --- |

Россия: Пасынкова (11), Обмочаева (9), Панкова (2), Кошелева (6), Ю.Морозова (8), Шляховая (5), Крючкова — либеро, Малова — либеро. Выход на замену: Малых, Дианская (4), Чаплина (8), Исаева (6).

Азербайджан: Коваленко, Алиева, Абдулазимова, Гасимова, Маммадова, Рахимова, Коротенко — либеро. Выход на замену: Хабибова, Гурбанова, Каримова.
| 11 сентября. Халле (Германия). Россия — Турция 3:0 (25:20, 25:23, 25:19). Четвертьфинал |
| --------------------------------------------------------------------------------------- |

Россия: Пасынкова (7), Обмочаева (18), Панкова (2), Кошелева (16), Ю.Морозова (8), Шляховая (8), Крючкова — либеро, Малова — либеро. Выход на замену: Малых, Дианская (1), Чаплина (2).

Турция: Токатиоглу, Токсой, Сонсырма-Кырдар, Айдемир, Джансу, Дарнель, Карадайи — либеро. Выход на замену: Услупехливан, Чемберджи-Кырдар, Онал-Пашаоглу.
| 13 сентября. Берлин (Германия). Россия — Сербия 3:0 (25:23, 25:19, 25:12). Полуфинал |
| ------------------------------------------------------------------------------------ |

Россия: Пасынкова (11), Обмочаева (10), Панкова (3), Кошелева (13), Ю.Морозова (12), Шляховая (7), Крючкова — либеро, Малова — либеро. Выход на замену: Малых, Дианская, Чаплина.

Сербия: Бракочевич, Крсманович, Молнар, Огненович, Николич, Рашич, Чебич — либеро. Выход на замену: Малагурски, Велькович, Малешевич, Живкович, Белица.
| 14 сентября. Берлин (Германия). Россия — Германия 3:1 (25:23, 23:25, 25:23, 25:14). Финал |
| ----------------------------------------------------------------------------------------- |

Россия: Пасынкова (11), Обмочаева (28), Панкова (4), Кошелева (19), Ю.Морозова (8), Шляховая (7), Крючкова — либеро, Малова — либеро. Выход на замену: Малых, Дианская, Чаплина (3), Исаева (2).

Германия: Вайсс, Бринкер, Сушке-Фойгт, Фюрст, Байер, Козух, Дюрр — либеро. Выход на замену: Гиппе, Ханке, Томсен, Брандт, Гертис.
На чемпионат Европы 2013 сборная России ехала, не имея, в отличие от прошлых континентальных первенств, статуса одного из фаворитов. К тому же из-за травм команда потеряла двух основных игроков — Ирину Заряжко (в последнем матче Гран-при) и Анну Матиенко (в первом же матче Евро), оставшись лишь с одной связующей — Екатериной Панковой. Тем не менее, удивив многих специалистов, российская команда после 12-летнего перерыва вернула себе звание сильнейшей на европейском континенте. Во всех 6 сыгранных на турнире матчах сборная России одержала победы, а на стадии плей-офф последовательно переиграла всех трёх призёров предыдущего чемпионата — Турцию, Сербию и, в решающем поединке, Германию. Самым ценным игроком Евро была признана Татьяна Кошелева, а приз лучшей связующей получила Екатерина Панкова.

### Всемирный Кубок чемпионов
| 12 ноября. Нагоя (Япония). Россия — Япония 1:3 (20:25, 28:26, 16:25, 24:26). |
| ---------------------------------------------------------------------------- |

Россия: Соколова (9), Панкова (1), Пасынкова (7), Ю.Морозова (5), Малых (16), Шляховая (8), Крючкова — либеро, Малова — либеро. Выход на замену: Старцева (1), Дианская (3), Чаплина (7), Исаева (8).

Япония: Накамути, Кимура, Исии, Синабэ, Сакода, Отакэ, Сато — либеро. Выход на замену: Нагамуцу, Оуми, Ивасака.
| 13 ноября. Нагоя (Япония). Россия — Доминиканская Республика 3:1 (25:14, 22:25, 25:23, 25:15). |
| ---------------------------------------------------------------------------------------------- |

Россия: Соколова (16), Панкова (3), Чаплина (19), Ю.Морозова (11), Малых (9), Шляховая (5), Крючкова — либеро, Малова — либеро. Выход на замену: Старцева, Дианская (8), Исаева (7), Пасынкова.

Доминиканская Республика: Варгас, Марте Фрика, Ариас Перес, Ривера Бренс, Мамбру, де ла Крус, Кастильо — либеро. Выход на замену: Эченике, Бинет, Мартинес, Пенья, Ферсола.
| 15 ноября. Токио (Япония). Россия — США 2:3 (25:16, 22:25, 19:25, 26:24, 13:15). |
| -------------------------------------------------------------------------------- |

Россия: Соколова (22), Панкова (3), Чаплина (10), Ю.Морозова (7), Малых (26), Шляховая (12), Крючкова — либеро, Малова — либеро. Выход на замену: Старцева, Дианская, Исаева (1), Пасынкова.

США: Э.Глэсс, Джиббмейер, Хильдебранд, Ларсон, Мёрфи, Паолини, Бэнуорт — либеро. Выход на замену: Лихтман, Хилл, Хоггланд, Фосетт, Джэксон.
| 16 ноября. Токио (Япония). Россия — Бразилия 1:3 (25:18, 18:25, 22:25, 19:25). |
| ------------------------------------------------------------------------------ |

Россия: Соколова (13), Панкова (1), Чаплина (8), Ю.Морозова (9), Малых (16), Шляховая (8), Крючкова — либеро, Малова — либеро. Выход на замену: Старцева, Исаева (1), Дианская (6), Пасынкова (1).

Бразилия: Фабиана, Аденизия, Наталья, Шейла, Фе Гарай, Фабиола, Фаби — либеро. Выход на замену: Мишель, Тандара, Моник, Валевска.
| 17 ноября. Токио (Япония). Россия — Таиланд 1:3 (25:18, 22:25, 21:25, 23:25). |
| ----------------------------------------------------------------------------- |

Россия: Соколова (11), Панкова, Чаплина (3), Ю.Морозова (14), Малых (19), Шляховая (15), Крючкова — либеро, Малова — либеро. Выход на замену: Старцева, Пасынкова (7), Дианская, Исаева.

Таиланд: Нуэкчанг, Тинкао, Ситтирак, Апиньяпонг, Томком, Кантхонг, Буакэо — либеро, Панной — либеро. Выход на замену: Чайсри, Коэтпрат.
Выиграв чемпионат Европы, сборная России после 12-летнего перерыва получила возможность выступить в розыгрыше Всемирного Кубка чемпионов. Турнир проводился по круговой системе с участием 6 сборных — четырёх победителей континентальных чемпионатов, а также хозяек соревнований сборной Японии и приглашённой сборной Доминиканской Республики. По сравнению с европейским первенством состав российской команды вынужденно изменился. По прежнему из травм вне игры оставались Заряжко и Матиенко, по медицинским показателям пропускали турнир две лучшие нападающие Кошелева и Обмочаева. Вернулись в сборную опытнейшая нападающая Любовь Соколова и связующая Евгения Старцева. Выступление сборной России в розыгрыше Кубка оказалось неудачным — всего одна победа в пяти матчах и итоговое 4-е место. В символическую сборную турнира была включена центральная блокирующая российской национальной команды Юлия Морозова.

## Итоги
Всего на счету сборной России в 2013 году 20 официальных матчей. Из них выиграно 14, проиграно 6. Соотношение партий 50:30. Соперниками россиянок в этих матчах были национальные сборные 15 стран.
| Турнир                    | И | В | П | С/О   | Место |
| ------------------------- | - | - | - | ----- | ----- |
| Гран-при                  | 9 | 7 | 2 | 24:14 | 7-е   |
| Чемпионат Европы          | 6 | 6 | 0 | 18:3  | 1-е   |
| Всемирный Кубок чемпионов | 5 | 1 | 4 | 8:13  | 4-е   |

## Состав
В скобках после количество игр указано число матчей, проведённых волейболисткой в стартовом составе + в качестве либеро.
| №    | Игрок                        | Год рождения | Амплуа      | Клуб               | Турниры и игры | Турниры и игры | Турниры и игры | Всего матчей | Очки |
| №    | Игрок                        | Год рождения | Амплуа      | Клуб               | ГП             | ЧЕ             | ВКЧ            | Всего матчей | Очки |
| ---- | ---------------------------- | ------------ | ----------- | ------------------ | -------------- | -------------- | -------------- | ------------ | ---- |
| 1    | Мария Бородакова (Борисенко) | 1986         | центральная | «Динамо-Казань»    | 6 (1)          |                |                | 6 (1)        | 18   |
| 3    | Дарья Исаева                 | 1990         | нападающая  | «Факел»            | 4              | 2              | 5              | 11           | 36   |
| 4    | Ирина Заряжко                | 1991         | центральная | «Уралочка-НТМК»    | 9 (8)          |                |                | 9 (8)        | 79   |
| 5,12 | Александра Пасынкова         | 1987         | нападающая  | «Уралочка-НТМК»    | 9 (2)          | 6 (4)          | 5              | 20 (6)       | 108  |
| 5    | Любовь Соколова              | 1977         | нападающая  | «Динамо» Кр        |                |                | 5 (5)          | 5 (5)        | 71   |
| 6    | Анна Матиенко                | 1981         | связующая   | «Динамо» Кр        | 9 (6)          | 1 (1)          |                | 10 (7)       | 17   |
| 7    | Светлана Крючкова            | 1985         | либеро      | «Динамо» Кр        | 6 (0+6)        | 6 (0+6)        | 5 (0+5)        | 17 (0+17)    | —    |
| 8    | Наталья Обмочаева            | 1989         | нападающая  | «Динамо» М         | 9 (9)          | 6 (6)          |                | 15 (15)      | 293  |
| 10   | Екатерина Панкова            | 1990         | связующая   | «Заречье-Одинцово» | 9 (3)          | 6 (6)          | 5 (5)          | 20 (14)      | 27   |
| 11   | Виктория Чаплина             | 1988         | нападающая  | «Уралочка-НТМК»    | 9 (8)          | 6 (2)          | 5 (4)          | 20 (14)      | 153  |
| 13   | Евгения Старцева             | 1989         | связующая   | «Динамо-Казань»    |                |                | 5              | 5            | 1    |
| 14   | Наталья Дианская             | 1989         | центральная | «Динамо» Кр        | 1              | 6              | 5              | 12           | 26   |
| 15   | Татьяна Кошелева             | 1988         | нападающая  | «Динамо» М         | 8 (8)          | 6 (6)          |                | 14 (14)      | 199  |
| 16   | Юлия Морозова (Седова)       | 1985         | центральная | «Динамо» М         |                | 6 (6)          | 5 (5)          | 11 (11)      | 103  |
| 17   | Наталья Малых                | 1994         | нападающая  | «Заречье-Одинцово» | 6              | 6              | 5 (5)          | 17 (5)       | 105  |
| 19   | Анна Малова                  | 1990         | либеро      | «Уфимочка-УГНТУ»   | 8 (0+8)        | 6 (0+6)        | 5 (0+5)        | 19 (0+19)    | —    |
| 20   | Анастасия Шляховая           | 1990         | центральная | «Омичка»           | 9 (9)          | 6 (6)          | 5 (5)          | 20 (20)      | 176  |

- Главный тренер — Юрий Маричев.
- Тренер — Игорь Курносов.

Всего в 2013 году в составе сборной России в официальных турнирах играло 17 волейболисток, представлявших 8 клубов. Во всех проведённых сборной матчах на этих турнирах принимали участие Анастасия Шляховая, Екатерина Панкова, Виктория Чаплина и Александра Пасынкова, причём Шляховая неизменно выходила в стартовом составе.

## Другие турниры
- Montreux Volley Masters. 28 мая—2 июня.  Монтрё

Групповой этап — Китай 3:1, Бразилия 0:3, Швейцария 3:0.
Полуфинал — Италия 3:2. Финал — Бразилия 0:3. Итог — 2-е место.
Состав сборной России: А.Пасынкова, Д.Исаева, И.Заряжко, А.Матиенко, В.Гончарова, К.Бондарь, Е.Панкова, В.Чаплина, Н.Дианская, Н.Малых, А.Виноградова, А.Малова, А.Шляховая.
- Кубок первого президента России Б. Н. Ельцина по волейболу. 26—30 июня.  Екатеринбург.

Групповой этап — Япония 3:0, Куба 3:0.
Полуфинал — Доминиканская Республика 3:0. Финал — Италия 3:1. Итог — 1-е место.
Состав сборной России: М.Бородакова, А.Салина, Д.Исаева, И.Заряжко, А.Пасынкова, Н.Обмочаева, К.Бондарь, Е.Панкова, В.Чаплина, Н.Малых, А.Малова, А.Шляховая.